# ماريا زلينكا
ماريا زلينكا (بالألمانية: Maria Zelenka)‏ هي ممثلة نمساوية، ولدت في 28 يونيو 1899 في فيينا في النمسا، وتوفي بنفس المكان في 30 أغسطس 1975.

## وصلات خارجية
- ماريا زلينكا على موقع IMDb (الإنجليزية)
- ماريا زلينكا على موقع قاعدة بيانات الأفلام السويدية (السويدية)
- ماريا زلينكا على موقع قاعدة بيانات الفيلم (الإنجليزية)
- ماريا زلينكا على موقع كينوبويسك (الروسية)